# Seznam dílů seriálu Posel ztracených duší
Toto je seznam dílů seriálu Posel ztracených duší.

## Přehled řad
| Řada | Díly | Premiéra v USA | Premiéra v USA  | Premiéra v ČR     | Premiéra v ČR   |
| Řada | Díly | První díl      | Poslední díl    | První díl         | Poslední díl    |
| ---- | ---- | -------------- | --------------- | ----------------- | --------------- |
| 1    | 22   | 23. září 2005  | 5. května 2006  | 1. ledna 2008     | 27. května 2008 |
| 2    | 22   | 22. září 2006  | 11. května 2007 | 10. června 2008   | 19. srpna 2008  |
| 3    | 18   | 28. září 2007  | 16. května 2008 | 6. dubna 2009     | 3. srpna 2009   |
| 4    | 23   | 3. října 2008  | 15. května 2009 | 6. dubna 2010     | 3. srpna 2010   |
| 5    | 22   | 25. září 2009  | 21. května 2010 | 2. listopadu 2010 | 18. ledna 2011  |

## Seznam dílů

### První řada (2005–2006)
| Č. v seriálu | Č. v řadě | Původní název               | Režie              | Scénář                | Premiéra v USA     | Premiéra v ČR   |
| ------------ | --------- | --------------------------- | ------------------ | --------------------- | ------------------ | --------------- |
| 1            | 1         | Pilot                       | John Gray          | John Gray             | 23. září 2005      | 1. ledna 2008   |
| 2            | 2         | The Crossing                | Ron Lagomarsino    | Catherine Butterfield | 30. září 2005      | 8. ledna 2008   |
| 3            | 3         | Ghost, Interrupted          | Ian Sander         | Jed Seidel            | 7. října 2005      | 15. ledna 2008  |
| 4            | 4         | Mended Hearts               | John Gray          | John Gray             | 14. října 2005     | 22. ledna 2008  |
| 5            | 5         | Lost Boys                   | Peter O'Fallon     | David Fallon          | 21. října 2005     | 29. ledna 2008  |
| 6            | 6         | Homecoming                  | James Frawley      | Lois Johnson          | 28. října 2005     | 5. února 2008   |
| 7            | 7         | Hope and Mercy              | Bill L. Norton     | John Wirth            | 4. listopadu 2005  | 12. února 2008  |
| 8            | 8         | On the Wings of a Dove      | Peter O'Fallon     | Catherine Butterfield | 11. listopadu 2005 | 19. února 2008  |
| 9            | 9         | Voices                      | Kevin Hooks        | John Belluso          | 18. listopadu 2005 | 26. února 2008  |
| 10           | 10        | Ghost Bride                 | Joanna Kerns       | Jed Seidel            | 25. listopadu 2005 | 4. března 2008  |
| 11           | 11        | Shadow Boxer                | Joanna Kerns       | Emily Fox             | 9. prosince 2005   | 11. března 2008 |
| 12           | 12        | Undead Comic                | Eric Laneuville    | Doug Prochilo         | 16. prosince 2005  | 18. března 2008 |
| 13           | 13        | Friendly Neighborhood Ghost | David Jones        | Lois Johnson          | 6. ledna 2006      | 25. března 2008 |
| 14           | 14        | Last Execution              | James Frawley      | David Fallon          | 13. ledna 2006     | 1. dubna 2008   |
| 15           | 15        | Melinda's First Ghost       | Peter Werner       | Catherine Butterfield | 27. ledna 2006     | 8. dubna 2008   |
| 16           | 16        | Dead Man's Ridge            | James Frawley      | John Gray             | 3. února 2006      | 15. dubna 2008  |
| 17           | 17        | Demon Child                 | Eric Laneuville    | Jed Seidel            | 3. března 2006     | 22. dubna 2008  |
| 18           | 18        | Miss Fortune                | James Chressanthis | Emily Fox             | 10. března 2006    | 29. dubna 2008  |
| 19           | 19        | Fury                        | Peter Werner       | Rama Stagner          | 31. března 2006    | 6. května 2008  |
| 20           | 20        | The Vanishing               | Ian Sander         | Catherine Butterfield | 7. dubna 2006      | 13. května 2008 |
| 21           | 21        | Free Fall                   | John Gray          | John Gray             | 28. dubna 2006     | 20. května 2008 |
| 22           | 22        | The One                     | John Gray          | John Gray             | 5. května 2006     | 27. května 2008 |

### Druhá řada (2006–2007)
| Č. v seriálu | Č. v řadě | Původní název                        | Režie                | Scénář                                     | Premiéra v USA     | Premiéra v ČR     |
| ------------ | --------- | ------------------------------------ | -------------------- | ------------------------------------------ | ------------------ | ----------------- |
| 23           | 1         | Love Never Dies                      | John Gray            | John Gray                                  | 22. září 2006      | 10. června 2008   |
| 24           | 2         | Love Still Won't Die                 | John Gray            | John Gray                                  | 29. září 2006      | 10. června 2008   |
| 25           | 3         | Drowned Lives                        | Ian Sander           | Jed Seidel                                 | 6. října 2006      | 17. června 2008   |
| 26           | 4         | The Ghost Within                     | Frederick E. O. Toye | Lois Johnson                               | 13. října 2006     | 17. června 2008   |
| 27           | 5         | A Grave Matter                       | Eric Laneuville      | Catherine Butterfield                      | 20. října 2006     | 24. června 2008   |
| 28           | 6         | The Woman of His Dreams              | John F. Showalter    | Catherine Butterfield                      | 27. října 2006     | 24. června 2008   |
| 29           | 7         | A Vicious Cycle                      | Eric Laneuville      | Jeannine Renshaw                           | 3. listopadu 2006  | 1. července 2008  |
| 30           | 8         | The Night We Met                     | Peter O'Fallon       | David Fallon                               | 10. listopadu 2006 | 1. července 2008  |
| 31           | 9         | The Curse of the Ninth               | Peter Werner         | Breen Frazier                              | 17. listopadu 2006 | 8. července 2008  |
| 32           | 10        | Giving Up the Ghost                  | Peter O'Fallon       | Jim Kouf                                   | 24. listopadu 2006 | 8. července 2008  |
| 33           | 11        | Cat's Claw                           | Victoria Hochberg    | Jim Kouf                                   | 15. prosince 2006  | 15. července 2008 |
| 34           | 12        | Dead to Rights (aka. Dead Reckoning) | Peter Werner         | Wendy Mericle                              | 5. ledna 2007      | 15. července 2008 |
| 35           | 13        | Déjà Boo                             | Gloria Muzio         | Lois Johnson                               | 12. ledna 2007     | 22. července 2008 |
| 36           | 14        | Speed Demon                          | James Frawley        | Alan Di Fiore                              | 2. února 2007      | 22. července 2008 |
| 37           | 15        | Mean Ghost                           | Ian Sander           | Jeannine Renshaw                           | 9. února 2007      | 29. července 2008 |
| 38           | 16        | The Cradle Will Rock                 | James Chressanthis   | Jed Seidel                                 | 16. února 2007     | 29. července 2008 |
| 39           | 17        | The Walk-In                          | Eric Laneuville      | Breen Frazier                              | 23. února 2007     | 5. srpna 2008     |
| 40           | 18        | Children of Ghosts                   | Frederick E. O. Toye | Teddy Tenenbaum                            | 30. března 2007    | 5. srpna 2008     |
| 41           | 19        | Delia's First Ghost                  | Kim Moses            | Jeannine Renshaw                           | 6. dubna 2007      | 12. srpna 2008    |
| 42           | 20        | The Collector                        | Ian Sander           | námět: Melissa Jo Peltier scénář: Jim Kouf | 27. dubna 2007     | 12. srpna 2008    |
| 43           | 21        | The Prophet                          | John Gray            | John Gray                                  | 4. května 2007     | 19. srpna 2008    |
| 44           | 22        | The Gathering                        | John Gray            | John Gray                                  | 11. května 2007    | 19. srpna 2008    |

### Třetí řada (2007–2008)
| Č. v seriálu | Č. v řadě | Původní název                | Režie                | Scénář                            | Premiéra v USA     | Premiéra v ČR     |
| ------------ | --------- | ---------------------------- | -------------------- | --------------------------------- | ------------------ | ----------------- |
| 45           | 1         | The Underneath               | John Gray            | John Gray                         | 28. září 2007      | 6. dubna 2009     |
| 46           | 2         | Don't Try This at Home       | Ian Sander           | Teddy Tenenbaum a Laurie McCarthy | 5. října 2007      | 13. dubna 2009    |
| 47           | 3         | Haunted Hero                 | Eric Laneuville      | Breen Frazier a Karl Schaefer     | 12. října 2007     | 20. dubna 2009    |
| 48           | 4         | No Safe Place                | Peter O'Fallon       | Jeannine Renshaw                  | 19. října 2007     | 27. dubna 2009    |
| 49           | 5         | Weight of What Was           | Gloria Muzio         | P. K. Simonds                     | 26. října 2007     | 4. května 2009    |
| 50           | 6         | Double Exposure              | Eric Laneuville      | Laurie McCarthy                   | 2. listopadu 2007  | 11. května 2009   |
| 51           | 7         | Unhappy Medium               | Frederick E. O. Toye | Breen Frazier                     | 9. listopadu 2007  | 18. května 2009   |
| 52           | 8         | Bad Blood                    | Peter Werner         | Teddy Tenenbaum                   | 16. listopadu 2007 | 25. května 2009   |
| 53           | 9         | All Ghosts Lead to Grandview | Frederick E. O. Toye | P. K. Simonds a Laurie McCarthy   | 23. listopadu 2007 | 1. června 2009    |
| 54           | 10        | Holiday Spirit               | Steven Robman        | Jeannine Renshaw                  | 14. prosince 2007  | 8. června 2009    |
| 55           | 11        | Slam (a.k.a. Slambook)       | Mark Rosman          | Karl Schaefer a Daniel Sinclair   | 11. ledna 2008     | 15. června 2009   |
| 56           | 12        | First Do No Harm             | Ian Sander           | John Gray                         | 18. ledna 2008     | 22. června 2009   |
| 57           | 13        | Home But Not Alone           | Eric Laneuville      | P. K. Simonds a Laurie McCarthy   | 4. dubna 2008      | 29. června 2009   |
| 58           | 14        | The Grave Sitter             | Frederick E. O. Toye | John Gray                         | 11. dubna 2008     | 6. července 2009  |
| 59           | 15        | Horror Show                  | Ian Sander           | Jeannine Renshaw                  | 25. dubna 2008     | 13. července 2009 |
| 60           | 16        | Deadbeat Dads                | Gloria Muzio         | Mark B. Perry                     | 2. května 2008     | 20. července 2009 |
| 61           | 17        | Stranglehold                 | Eric Laneuville      | Laurie McCarthy a P. K. Simonds   | 9. května 2008     | 27. července 2009 |
| 62           | 18        | Pater Familias               | John Gray            | John Gray                         | 16. května 2008    | 3. srpna 2009     |

### Čtvrtá řada (2008–2009)
| Č. v seriálu | Č. v řadě | Původní název                 | Režie                | Scénář                              | Premiéra v USA     | Premiéra v ČR     |
| ------------ | --------- | ----------------------------- | -------------------- | ----------------------------------- | ------------------ | ----------------- |
| 63           | 1         | Firestarter                   | Eric Laneuville      | P. K. Simonds                       | 3. října 2008      | 6. dubna 2010     |
| 64           | 2         | Big Chills                    | Peter Werner         | Laurie McCarthy                     | 10. října 2008     | 13. dubna 2010    |
| 65           | 3         | Ghost in the Machine          | Steven Robman        | Jeannine Renshaw                    | 17. října 2008     | 20. dubna 2010    |
| 66           | 4         | Save Our Souls                | Gloria Muzio         | Mark B. Perry                       | 24. října 2008     | 27. dubna 2010    |
| 67           | 5         | Bloodline                     | Ian Sander           | Melissa Blake a Joy Blake           | 31. října 2008     | 4. května 2010    |
| 68           | 6         | Imaginary Friends and Enemies | Eric Laneuville      | Vivian Lee                          | 7. listopadu 2008  | 11. května 2010   |
| 69           | 7         | Threshold                     | John Gray            | John Gray                           | 14. listopadu 2008 | 18. května 2010   |
| 70           | 8         | Heart & Soul                  | Ian Sander           | Mark B. Perry a P. K. Simonds       | 21. listopadu 2008 | 25. května 2010   |
| 71           | 9         | Pieces of You                 | Jim Chressanthis     | Laurie McCarthy                     | 5. prosince 2008   | 1. června 2010    |
| 72           | 10        | Ball & Chain                  | Eric Laneuville      | Christina M. Kim a Jeannine Renshaw | 19. prosince 2008  | 8. června 2010    |
| 73           | 11        | Life on the Line              | Eric Laneuville      | Christina M. Kim a Jeannine Renshaw | 9. ledna 2009      | 15. června 2010   |
| 74           | 12        | This Joint's Haunted          | Mark Rosman          | Mark B. Perry                       | 16. ledna 2009     | 22. června 2010   |
| 75           | 13        | Body of Water                 | Jennifer Love Hewitt | P. K. Simonds a Laurie McCarthy     | 23. ledna 2009     | 29. června 2010   |
| 76           | 14        | Slow Burn                     | Steven Robman        | Jeannine Renshaw                    | 6. února 2009      | 6. července 2010  |
| 77           | 15        | Greek Tragedy                 | Karen Gaviola        | Christina M. Kim                    | 13. února 2009     | 6. července 2010  |
| 78           | 16        | Ghost Busted                  | John Behring         | Mark B. Perry a P. K. Simonds       | 27. února 2009     | 13. července 2010 |
| 79           | 17        | Delusions of Grandview        | Jefery Levy          | Laurie McCarthy a Mark B. Perry     | 6. března 2009     | 13. července 2010 |
| 80           | 18        | Leap of Faith                 | Ian Sander           | P. K. Simonds a Laurie McCarthy     | 13. března 2009    | 20. července 2010 |
| 81           | 19        | Thrilled to Death             | Gloria Muzio         | Laurie McCarthy a Jeannine Renshaw  | 10. dubna 2009     | 20. července 2010 |
| 82           | 20        | Stage Fright                  | Eric Laneuville      | Mark B. Perry                       | 24. dubna 2009     | 27. července 2010 |
| 83           | 21        | Cursed                        | Kim Moses            | Laurie McCarthy                     | 1. května 2009     | 27. července 2010 |
| 84           | 22        | Endless Love                  | Ian Sander           | P. K. Simonds                       | 8. května 2009     | 3. srpna 2010     |
| 85           | 23        | The Book of Changes           | John Gray            | John Gray                           | 15. května 2009    | 3. srpna 2010     |

### Pátá řada (2009–2010)
| Č. v seriálu | Č. v řadě | Původní název              | Režie                | Scénář                               | Premiéra v USA     | Premiéra v ČR      |
| ------------ | --------- | -------------------------- | -------------------- | ------------------------------------ | ------------------ | ------------------ |
| 86           | 1         | Birthday Presence          | Jennifer Love Hewitt | P. K. Simonds a Laurie McCarthy      | 25. září 2009      | 2. listopadu 2010  |
| 87           | 2         | See No Evil                | Eric Laneuville      | Jeannine Renshaw                     | 2. října 2009      | 9. listopadu 2010  |
| 88           | 3         | Till Death Do Us Start     | Gloria Muzio         | Mark B. Perry                        | 9. října 2009      | 16. listopadu 2010 |
| 89           | 4         | Do Over                    | John Gray            | John Gray                            | 16. října 2009     | 16. listopadu 2010 |
| 90           | 5         | Cause for Alarm            | Ian Sander           | Melissa Blake a Joy Blake            | 23. října 2009     | 23. listopadu 2010 |
| 91           | 6         | Head Over Heels            | Steven Robman        | Laurie McCarthy a Stephanie SenGupta | 30. října 2009     | 23. listopadu 2010 |
| 92           | 7         | Devil's Bargain            | James Chressanthis   | P. K. Simonds a Mark B. Perry        | 6. listopadu 2009  | 30. listopadu 2010 |
| 93           | 8         | Dead Listing               | Peter Werner         | Laurie McCarthy a Mark B. Perry      | 13. listopadu 2009 | 30. listopadu 2010 |
| 94           | 9         | Lost in the Shadows        | Kim Moses            | P. K. Simonds a Laurie McCarthy      | 20. listopadu 2009 | 7. prosince 2010   |
| 95           | 10        | Excessive Forces           | Kenny Leon           | Stephanie SenGupta                   | 4. prosince 2009   | 7. prosince 2010   |
| 96           | 11        | Dead Air                   | Gloria Muzio         | Laurie McCarthy a Marc B. Perry      | 8. ledna 2010      | 14. prosince 2010  |
| 97           | 12        | Blessings in Disguise      | Jan Eliasberg        | Jeannine Renshaw a Ben Chaney        | 15. ledna 2010     | 14. prosince 2010  |
| 98           | 13        | Living Nightmare           | Ian Sander           | P. K. Simonds                        | 29. ledna 2010     | 21. prosince 2010  |
| 99           | 14        | Dead to Me                 | Ralph Hemecker       | Pam Norris                           | 5. února 2010      | 21. prosince 2010  |
| 100          | 15        | Implosion                  | Jennifer Love Hewitt | John Gray                            | 5. března 2010     | 28. prosince 2010  |
| 101          | 16        | Old Sins Cast Long Shadows | Jefery Levy          | Mark B. Perry                        | 12. března 2010    | 28. prosince 2010  |
| 102          | 17        | On Thin Ice                | Ian Sander           | Melissa Blake a Joy Blake            | 2. dubna 2010      | 4. ledna 2011      |
| 103          | 18        | Dead Eye                   | John Behring         | P. K. Simonds a Laurie McCarthy      | 9. dubna 2010      | 4. ledna 2011      |
| 104          | 19        | Lethal Combination         | Kim Moses            | Stephanie SenGupta a Steve Gottfried | 30. dubna 2010     | 11. ledna 2011     |
| 105          | 20        | Blood Money                | Eric Laneuville      | P. K. Simonds a Laurie McCarthy      | 7. května 2010     | 11. ledna 2011     |
| 106          | 21        | Dead Ringer                | Ian Sander           | Mark B. Perry a Stephanie SenGupta   | 14. května 2010    | 18. ledna 2011     |
| 107          | 22        | The Children's Parade      | John Gray            | John Gray                            | 21. května 2010    | 18. ledna 2011     |